# Praecereus amazonicus
Praecereus amazonicus là một loài thực vật có hoa trong họ Cactaceae. Loài này được (K. Schum.) Buxb. miêu tả khoa học đầu tiên năm 1968.